# Алемчир
Алемчир — река в России, протекает в Турочакском районе Республики Алтай. Устье реки находится по правому берегу реки Бия в 210 км от устья Бии, чуть ниже устья реки Лебедь. Длина реки составляет 10 км.
Система водного объекта: Бия → Обь → Карское море.

## Данные водного реестра
По данным государственного водного реестра России относится к Верхнеобскому бассейновому округу, водохозяйственный участок реки — Бия, речной подбассейн реки — Бия и Катунь. Речной бассейн реки — (Верхняя) Обь до впадения Иртыша.